# Loreley (Verbandsgemeinde)

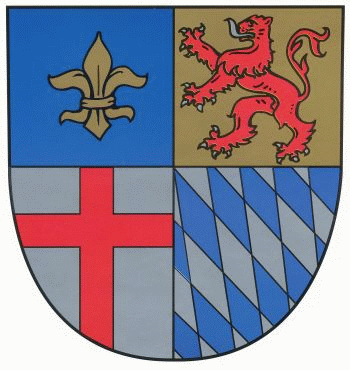
Brasão

Loreley é uma Verbandsgemeinde ("associação municipal") localizada no distrito de Rhein-Lahn, no estado da Renânia-Palatinado, Alemanha. Está situada na margens direita do rio Reno, aproximadamente 25 km a sudeste de Koblenz. Sua sede está localizada em Sankt Goarshausen.
O Verbandsgemeinde de Loreley consiste dos seguintes Ortsgemeinden ("municípios locais"):
| 1. Auel 2. Bornich 3. Dahlheim 4. Dörscheid 5. Kaub 6. Kestert 7. Lierschied 8. Lykershausen 9. Nochern | 1. Patersberg 2. Prath 3. Reichenberg 4. Reitzenhain 5. Sankt Goarshausen 6. Sauerthal 7. Weisel 8. Weyer |